# 吉罗尼科
吉罗尼科（義大利語：Gironico），曾是意大利科莫省的一个市镇。总面积4.5平方公里，人口2258人，人口密度501.8人/平方公里（2009年）。ISTAT代码为013109。
2014年5月，吉罗尼科和另外两个市镇合并为新的科尔韦代市镇。